# Laetisaria
Laetisaria Burds. – rodzaj grzybów z rodziny powłocznikowatych (Corticiaceae).

## Charakterystyka
Większość gatunków to grzyby nadrzewne, ale są dwa gatunki grzybów naporostowych (Laetisaria buckii, Laetisaria fuciformis). Grzyby nadrzewne to grzyby kortycjoidalne o owocniku rozproszonym, rozpostartym, błonkowatym z gładkim hymenoforem. System strzępkowy monomityczny, strzępki o średnicy do 10 μm, proste, septowane. Cystyd brak, są proste, nierozgałęzione hyfidy. Probazydia z ogonkiem, kuliste, metabazydia cylindryczne do maczugowatych, 4-sterygmowe z prostą przegrodą u podstawy. Bazydiospory jajowate, szkliste, cienkościenne, nieamyloidalne, niecyjanofilne. Stadium bezpłciowe, gdy występuje, składa się z małych różowych do bladoczerwonych bulwek.

## Systematyka i nazewnictwo
Pozycja w klasyfikacji według Index Fungorum
Corticiaceae, Corticiales, Incertae sedis, Agaricomycetes, Agaricomycotina, Basidiomycota, Fungi.
Gatunki
- Laetisaria agaves Burds. & Gilb. 1982
- Laetisaria arvalis Burds. 1980,
- Laetisaria buckii (Diederich & Lawrey) Diederich, Lawrey & Ghobad-Nejhad 2018
- Laetisaria culmigena (R.K. Webster & D.A. Reid) Diederich
- Laetisaria fuciformis (Berk.) Burds. 1979
- Laetisaria lichenicola Diederich, Lawrey & Van den Broeck 2011
- Laetisaria marsonii (Diederich & Lawrey) Diederich, Lawrey & Ghobad-Nejhad 2018
- Laetisaria nothofagicola (Diederich & Lawrey) Diederich, Lawrey & Ghobad-Nejhad 2018
- Laetisaria roseipellis (Stalpers & Loer.) Diederich, Lawrey & Ghobad-Nejhad 2018

Nazwy naukowe na podstawie Index Fungorum.
Mykobiota Polski
W Polsce stwierdzono występowanie gatunku Laetisaria fuciformis (Berk.) Burds.